# Cyrus Conseil
Cyrus Conseil est une société indépendante spécialisée dans le conseil en gestion de patrimoine (CGP). Elle a été fondée en 1989 par Gérard Poirelle. 
Depuis l’origine, Cyrus Conseil a été dirigée par des personnes physiques, ayant le contrôle du capital et de la stratégie. Organisé aujourd’hui autour d’une Holding Cyrus III, le groupe est composé de trois filiales : Cyrus conseil, société historique, Invest AM, société de gestion, Eternam, société de conseil en investissement immobilier[réf. souhaitée].
Le groupe est détenu depuis mars 2018 à 100 % par ses managers et ses salariés,. Il emploie 210 collaborateurs et est implanté sur 14 sites en France et 1 à l'international.
En 2018, Cyrus Conseil rachète le site internet moncapital.fr (courtier en ligne) et Capitis Conseil (CGP de la région Rhône Alpes).